# Witsenia maura
Witsenia maura är en irisväxtart som först beskrevs av Carl von Linné, och fick sitt nu gällande namn av Carl Peter Thunberg. Witsenia maura ingår i släktet Witsenia och familjen irisväxter. Inga underarter finns listade i Catalogue of Life.

## Bildgalleri

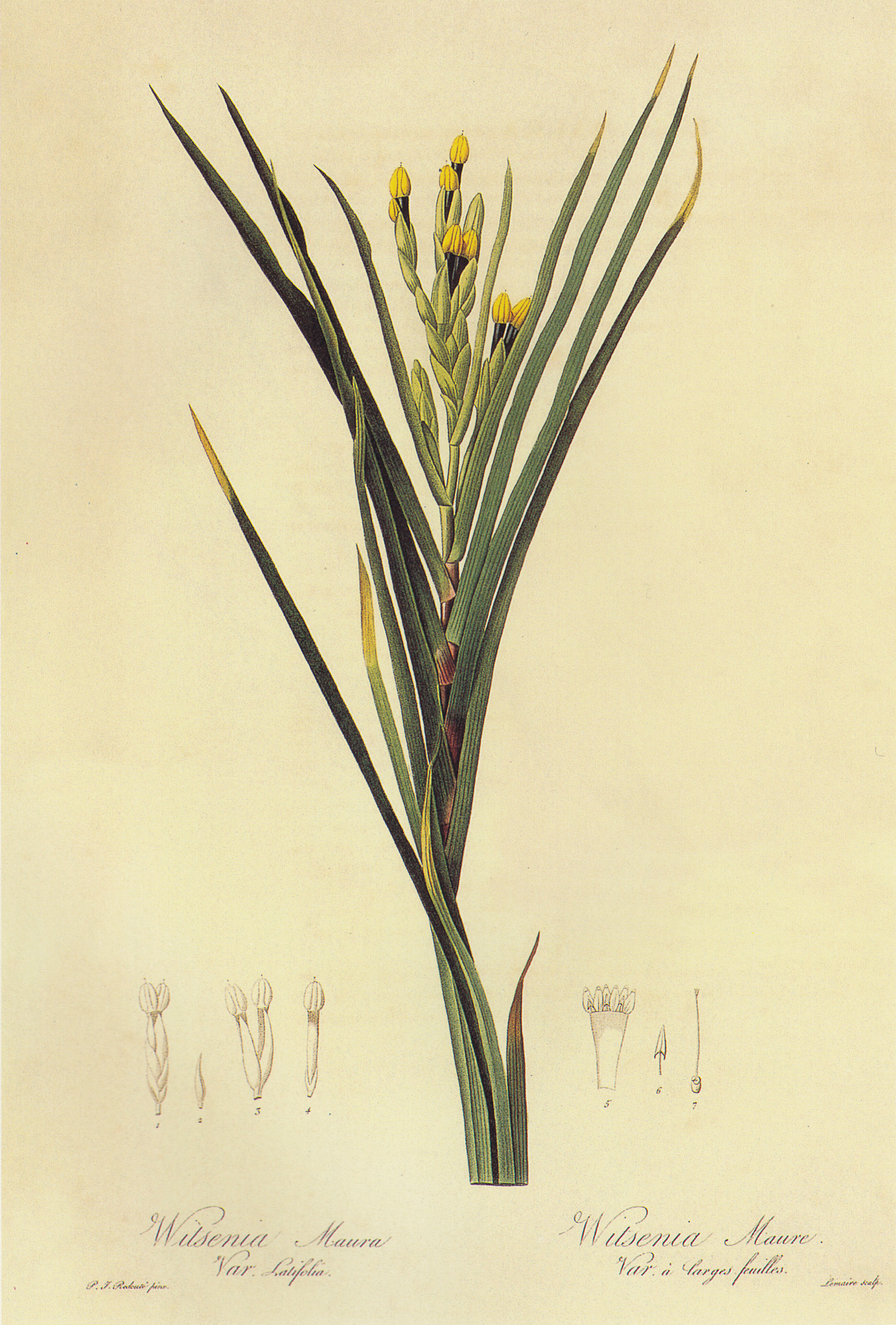